# کیا کارنز
کیا کارنز (به انگلیسی: Kia Carens) نمونه‌ای است از خودروهای کلاس بدنه ام‌پی‌وی که توسط شرکت خودروسازی کره‌ای کیا موتورز (به انگلیسی: Kia Motors) ساخته شده و در بازار ایران نیز توسط شرکت اطلس خودرو به مشتریان ارائه می‌گردد. این خودرو برای اولین بار در سال ۱۹۹۹ به بازارهای جهانی عرضه شد و در حال حاضر نسل چهارم این خودرو در خط تولید شرکت کیا موتورز قرار دارد. این خودرو با نام‌های متفاوتی مانند کیا روندو (به انگلیسی: Kia Rondo) نیز به فروش می‌رسد. 

## کیا کارنز نسل اول

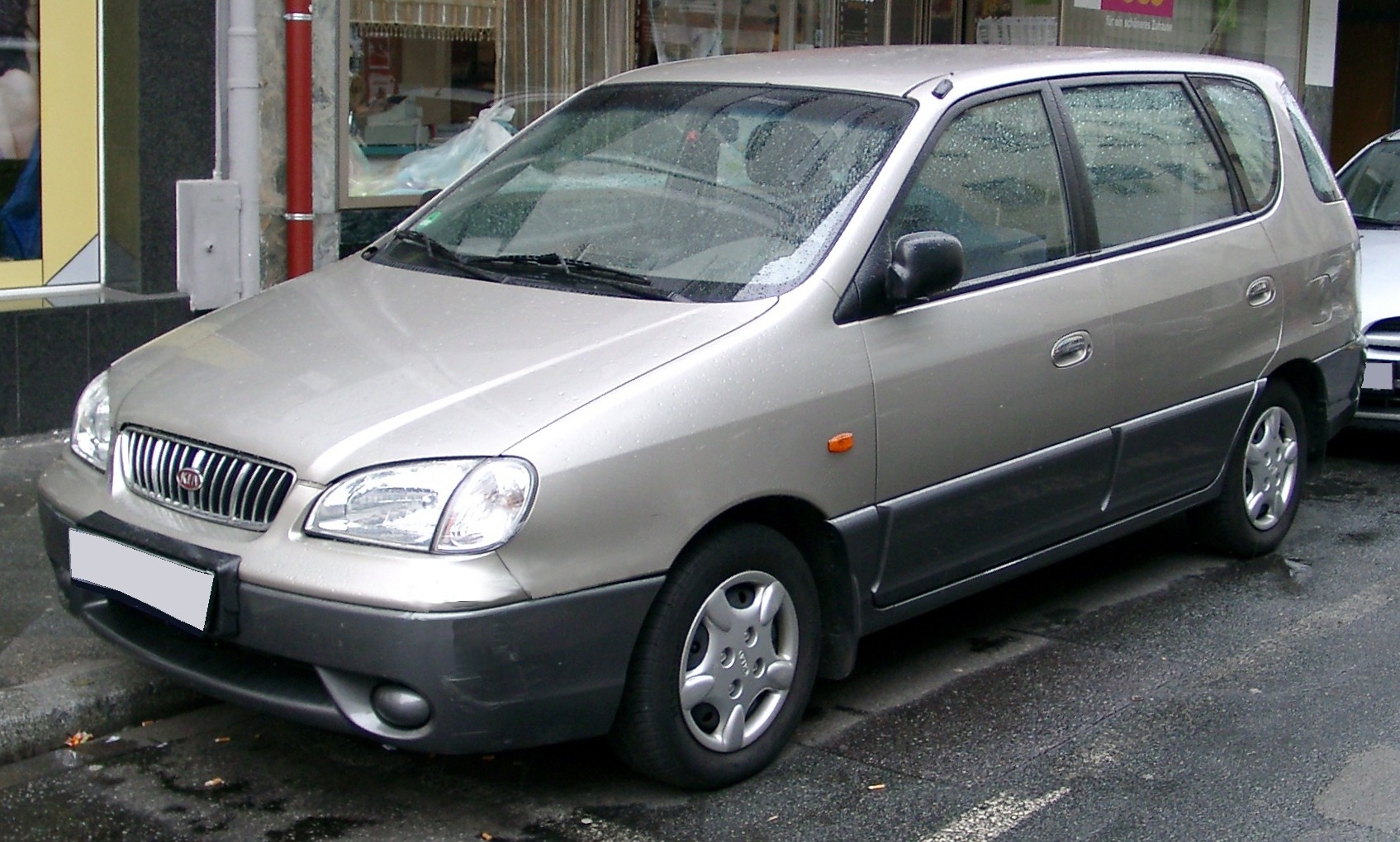

اولین نسل کیا کارنز در سال ۱۹۹۹ میلادی به بازار عرضه شد. این خودرو مجهز به دو پیشرانه چهار سیلندر ۱٫۸ لیتری و چهار سیلندر ۲٫۰ لیتری بود و نیروی آن توسط دو گیربکس دستی ۵ سرعته و اتوماتیک ۴ سرعته به چرخ‌های جلویی منتقل می‌گردید. این نسل از کیا کارنز تا سال ۲۰۰۶ میلادی در خط تولید شرکت کیا موتورز حضور داشت.

## کیا کارنز نسل دوم

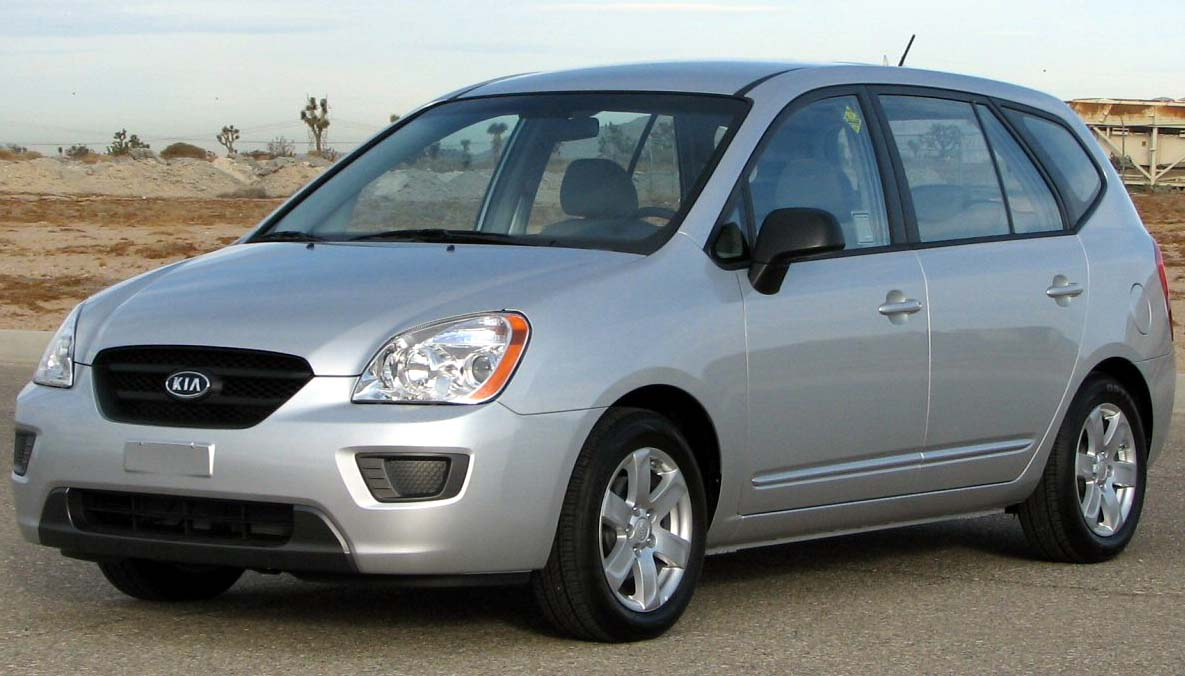

نسل دوم کیا کارنز در سال ۲۰۰۶ میلادی به بازارهای جهانی ارائه شد. این خودرو توانست به بازار ایران نیز راه پیدا کرده و به عنوان معدود خودروهای این کلاس بدنه (MPV) مجوز تردد در خیابان‌ها را به دست آورد. این خودرو با سه پیشرانه ۴ سیلندر ۲٫۰ لیتری، ۲٫۴ لیتری و شش سیلندر ۲٫۷ لیتری قابل ارائه بود. این خودرو در کنار قدرت مناسب پیشرانه، به امکانات رفاهی متعددی نیز مجهز بود. این خودرو با ورود نسل سوم در سال ۲۰۱۳ از خط تولید کنار رفت.

### مشخصات فنی
- گیربکس:۴ دنده اتوماتیک تیپ ترونیک
- محور محرک:(FWD) دیفرانسیل جلو
- تعداد و آرایش سیلندر/سوپاپ:۱۶/۴ سیلندر خطی
- حجم موتور (سی سی):۱۹۹۸
- قدرت (اسب بخار):۱۴۵ / ۶۰۰۰
- گشتاور (نیوتن متر/دور در دقیقه):۱۹۲ / ۴۲۵۰
- بازده وزنی مخصوص (اسب بخار بر تن):۹۲
- توان خروجی مخصوص (اسب بخار بر لیتر):۷۲
- حداکثر سرعت (کیلومتر در ساعت):۱۹۰
- شتاب صفر تا صد (ثانیه):۱۱٫۰
- طول/عرض/ارتفاع (میلی‌متر):۴۵۴۵/۱۸۲۰/۱۷۲۰
- فاصله دو چرخ جلو/ دو محور (میلی‌متر):۱۵۷۵/۲۷۰۰
- وزن خالص (کیلوگرم):۱۵۶۳
- مشخصات تایر:205/60R16
- مصرف شهری (لیتر در صد کیلومتر):۱۱٫۵
- مصرف جاده‌ای (لیتر در صد کیلومتر):۸٫۰
- مصرف ترکیبی (لیتر در صد کیلومتر):۸٫۴
- استاندارد آلایندگی:Euro 3
- حجم مخزن سوخت (لیتر):۵۵

## کیا کارنز نسل سوم

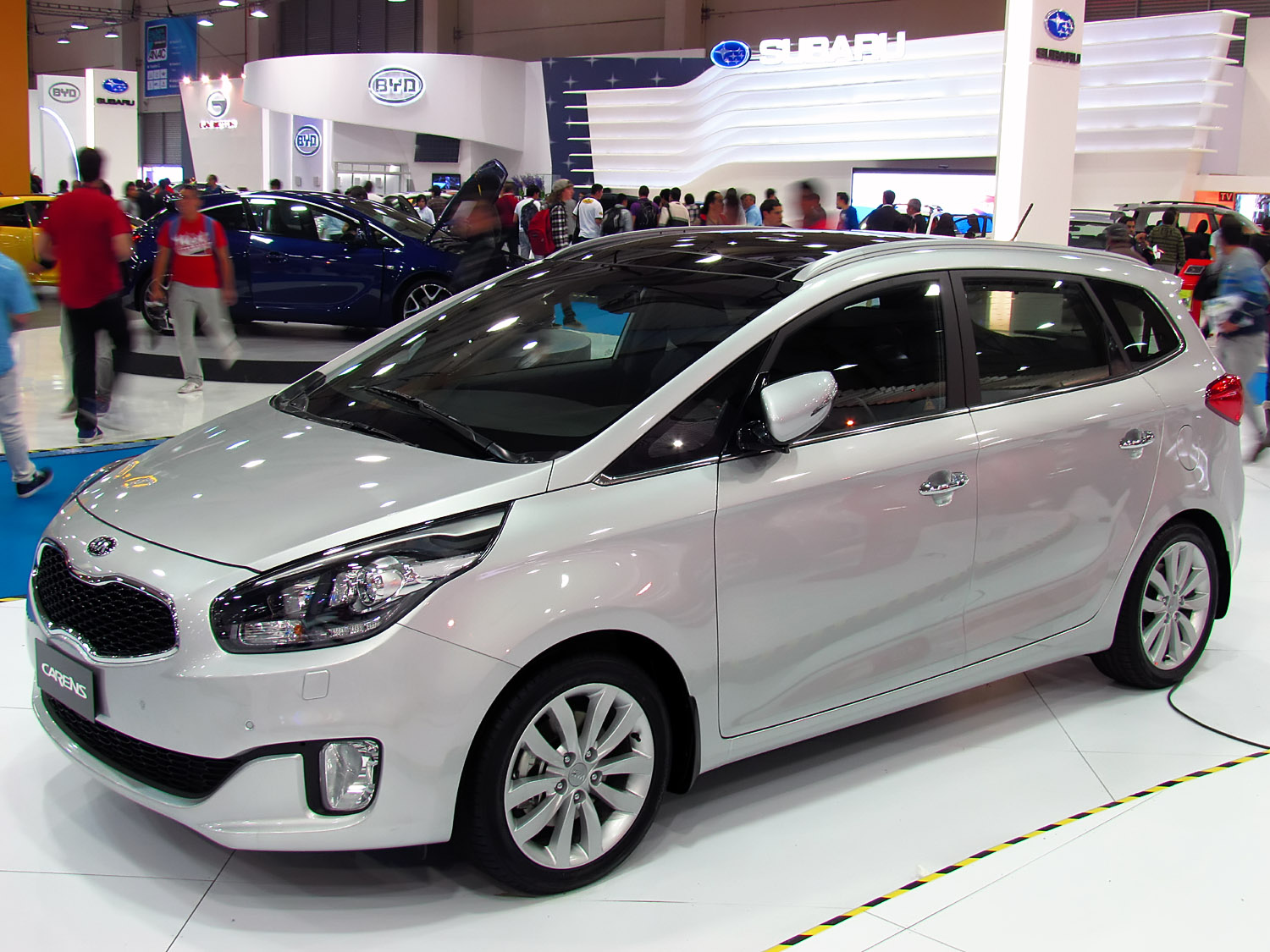

آخرین نسل کیا کارنز نسل سوم بوده که در نمایشگاه خودروی پاریس در سال ۲۰۱۲ میلادی به نمایش عمومی درآمد و از سال ۲۰۱۳ میلادی به مشتریان ارائه گردید. این خودرو نیز مانند نسل قبلی نمونه‌ای قابل اعتنا است. این خودرو در بازار ایران نیز حضور دارد.
این خودرو یک نمونه ۷ سرنشینه بزرگ بوده که گزینه‌ای مناسب برای سفرهای خانوادگی به‌شمار می‌آید. این خودرو ابعادی برابر با ۴٫۵۲۵ میلیمتر طول، ۱٫۸۰۵ میلیمتر پهنا و ۱٫۶۱۰ میلیمتر ارتفاع داشته و فاصله دو محور عقب و جلوی آن نیز برابر با ۲٫۷۵۰ میلیمتر است. این خودرو در بازارهای جهانی رقبایی مانند سیتروئن سی۴ و فورد سی-مکس را پیش رو دارد.
طراحی بدنه این خودرو در بخش جلویی نیز مشابه سایر خودروهای جدید شرکت کیا موتورز بوده و از جلو پنچره‌ای مشابه با مدل‌های سراتو (Cerato) و اپتیما (Optima) سود می‌برد. هرچند ابعاد نسل سوم کیا کارنز نسبت به نسل قبلی اندکی کاهش داشته اما با توجه به افزایش فاصله دو محور عقب و جلو، فضای جادار و قابل قبول را برای سرنشینان فراهم نموده‌است.
کابین کیا کارنز با ترکیبی از پلاستیک سیاه و روشن سخت با کیفیت متوسط ساخته شده ولی جاگذاری و طراحی نسبتاً مناسب بوده و ابزار و ادوات در دسترس راننده و سرنشینان قرار دارند. صندلی‌های ردیف دوم قابلیت جابجایی را داشته و گنجایش حمل سه سرنشین بزرگسال با اندام متوسط را دارد. با جمع شدن صندلی‌های ردیف سوم فضایی در حدود ۴۹۲ لیتر برای محفظه بار در اختیار سرنشیان قرار خواهد گرفت که رقمی قابل قبول به‌شمار می‌آید.

### موتورها
موتور موجود برای کیا کارنز نسل سوم مدل سال ۲۰۱۷ میلادی یک نمونه ۲٫۰ لیتری چهار سیلندر ۱۶ سوپاپه خطی GDI بوده که توانایی تولید نیرویی معادل ۱۶۶ اسب بخار در دور موتور ۶٫۵۰۰ RPM را داشته و حداکثر گشتاور تولیدی آن نیز که در دور موتور ۴٫۷۰۰ RPM به دست می‌آید برابر با ۲۱۳ نیوتون متر است. این نیرو توسط یک جعبه دنده ۶ سرعته اتوماتیک به چرخ‌های جلویی (FWD) منتقل می‌گردد. کیا کارنز با استفاده از این موتور عملکرد نسبتاً مناسبی داشته و این خودروی ۱٫۵ تنی را در زمانی معادل ۱۱ ثانیه از حالت سکون به سرعت ۱۰۰ کیلومتر در ساعت می‌رسد. حداکثر سرعت این خودرو نیز بنا بر اعلام شرکت سازنده، ۱۱۵ مایل در ساعت (معادل ۱۸۵ کیلومتر در ساعت) است.
این موتور از مصرف سوخت مناسبی نیز برخوردار بوده و در هر ۱۰۰ کیلومتر سیکل ترکیبی (شهری-بزرگراهی) به تنها ۷٫۸ سوخت نیاز دارد. در بازارهای اروپایی کیا کارنز مدل سال ۲۰۱۷ میلادی با یک پیشرانه ۱٫۶ لیتری GDI نیز عرضه شده که توانایی تولید نیرویی معادل ۱۳۲ اسب بخار را داشته و حداکثر گشتاور تولیدی آن نیز برابر با ۱۶۲ نیوتون متر است. آخرین نمونه مورد استفاده برای این خودرو نیز یک نمونه جدید ۱٫۷ لیتری دیزل بوده که توانایی تولید نیرویی معادل ۱۳۹ اسب بخار و گشتاور تولیدی چشمگیر ۳۴۰ نیوتون متر را دارد.

### تجهیزات و امکانات ایمنی و کمکی رانندگی
کیا کارنز خودروی نسبتاً مجهزی در کلاس بدنه خود بوده و به امکانات متنوعی مجهز شده‌است. از جمله این تجهیزات ایمنی و کمکی رانندگی می‌توان به نمونه‌های زیر اشاره کرد:
- مجهز به ۶ کیسه هوا مجزا (۲ عدد جلو، دو عدد جانبی و دو عدد پرده‌ای)
- سیستم کنترل پایداری الکترونیکی (Electric Stability Control)
- سیستم کنترل حرکت در سراشیبی (Hiss Assist Control یا HAC)
- سیستم مدیریت پایداری خودرو (VSM)
- ترمز ضد قفل (ABS)
- سیستم کمکی ترمز (BAS)
- سنسور باز شدن درهای خودرو در صورت وقوع تصادفات رانندگی
- سیستم کنترل روشنایی خودرو و چراغ‌های جلویی اتوماتیک
- چراغ‌های عقبی با استفاده از لامپ‌های LED
- چراغ‌های جلویی مجهز به لامپ‌های زنون
- سیستم کمکی پارک هوشمند
- دوربین کمکی دنده عقب
- سیستم نمایش نقاط کور خودرو
- برف پاک کن اتوماتیک مجهز به سنسور حساس به بارش باران

### تجهیزات سرگرمی و رفاهی
از تجهیزات متنوع رفاهی موجود در کیا کارنز مدل سال ۲۰۱۷ میلادی می‌توان از گزینه‌های زیر نام برد:
- سیستم کنترل سرعت (Cruise Control)
- سیستم تهویه مطبوع اتوماتیک دوگانه نسل جدید (Dual Zone Climate Control)
- خروجی سیستم تهویه برای صندلی‌های ردیف دوم
- ترمز پارک (ترمز دستی) الکتریکی (EPB)
- سیستم ورود و استارت خودرو بدون نیاز به کلید (Keyless)
- اهرم تعویض دنده به صورت دستی تعبیه شده در غربیلک فرمان
- سیستم صوتی به همراه ورودی USB و AUX
- کنترل سیستم صوتی با استفاده از دکمه‌های تعبیه شده در غربیلک فرمان
- نمایشگر میزان فشار باد تایرها (TPMS)